# クロス・ビー
株式会社 クロス・ビー（くろす・びー）は、日本のスポーツビジネス企業。スポーツ選手のマネジメント・エージェント業務のほか、コンサルティング、ウェブサービス、物品販売などを業とする株式会社。2006年創業。本社は東京都港区。代表取締役は神崎実。契約する選手は、松井稼頭央、井川慶、青山加織、日下部智子、原江里菜、大神雄子、竹内公輔、木下典明など。

## 来歴
米国の総合スポーツカンパニー「アスリーツドリームマネジメント」（ADM：Athletes Dream Management, Inc.）の在日本部門を前身として2006年6月に発足した、スポーツ関連ビジネス企業で、東京都港区に本社を構える。 

## 取締役等
- 代表取締役：神崎実
- 取締役副社長：八尋崇之

（以上2006/05より就任）

## 主な契約アスリート
プロ野球
- 松井稼頭央 （元埼玉西武ライオンズ監督）
- 井川慶 （元阪神タイガース・オリックス・バファローズ）
- 藤原恭大（千葉ロッテマリーンズ）

バスケットボール
- 大神雄子（WJBL JXサンフラワーズ）
- 竹内公輔（JBL トヨタ自動車アルバルク）

トライアスロン
- 原田隆史

アメリカンフットボール
- 木下典明

プロゴルフ（男子）
- 岩田寛
- 永野竜太郎

プロゴルフ（女子）
- 稲見萌寧
- 日下部智子
- 下村真由美
- 青山加織
- 原江里菜
- 佐藤のぞみ
- 菊地絵理香
- 菊地明砂美
- 大和絵莉奈
- 中山三奈
- 豊永志帆
- 黄アルム
- 高橋彩華
- 山下美夢有
- 川﨑春花
- 櫻井心那

卓球
- 平野美宇[1][疑問点 – ノート]

スポーツライター
- 金子達仁

## エピソード
- フジサンケイ ビジネスアイ（2007年2月5日）の記事において、代表取締役神崎実のスポーツ業界展望記事が掲載された。